# Paksoi
Paksoi of pak-choi (Brassica rapa var. chinensis, synoniem: Brassica campestris var. chinensis) is een langbladige open Chinese kool met groene bladeren en spierwitte bladstelen van Aziatische origine. De groente is het gehele jaar verkrijgbaar en vaak afkomstig van Nederlandse glasteelt, maar ze komt ook uit Aziatische landen, Israël en Zuid-Europa.
Paksoi behoort tot de kruisbloemenfamilie en is daarmee dus een koolsoort. Echter, net zoals sla en andijvie, is het een bladgroente. Er bestaan ook varianten, waaronder 'baby-paksoi'.

## Naam
De Nederlandse naam voor paksoi is een verbastering van de Kantonese aanduiding voor de groente, baak choi. De vorm hiervoor in het Standaardchinees is Xiaobaicai (小白菜, Pinyin xiǎobáicài), wat "kleine witte groente" betekent. 

## Gebruik
Paksoi is een knapperige groente die zowel in salades, in roerbakgerechten als  in stamppot verwerkt kan worden. De hele struik is bruikbaar. De groente wordt zo bereid dat ze wat knapperig blijft. De smaak kan beïnvloed worden door het toevoegen van pikante kruiden, knoflook of gember. Fijn versneden en licht geblancheerd worden paksoistelen verwerkt in salades.

## Voedingswaarde per 100 gram
Kcal: rauw 11
Vitamine C: rauw 21 mg
IJzer: rauw 0,6 mg
Vezel: rauw 1,2 gram

## Bijzonderheden
Paksoi is in de supermarkt het gehele jaar door verkrijgbaar. De bewaartijd op een koele plaats is twee dagen en in de koelkast zeven dagen. De gemiddelde benodigde kooktijd is zeven minuten. Paksoi is een nitraatrijke groente.
... · 
B. campestris (Raapstelen) · 
B. carinata (Ethiopische mosterd, Abessijnse mosterd of Abessijnse kool) · 
B. juncea (Sareptamosterd) · 
B. napobrassica (Koolraap) · 

B. napus (Koolzaad) · 
B. napus subsp. napus (Duizendkoppige kool) · 

B. nigra (Zwarte mosterd) · 

B. oleracea (Kool) · 
B. oleracea var. acephala (Sierkool) · 
B. oleracea convar. acephala alef. var. gongylodes (Koolrabi) · 
B. oleracea convar. acephala var. laciniata (Boerenkool) · 
B. oleracea convar. acephala var. medullosa (Duizendkoppige kool) · 
B. oleracea var. alboglabra (Kailan of Chinese broccoli) · 
B. oleracea var. medullosa (Mergkool) · 
B. oleracea var. botrytis (Bloemkool) · 
B. oleracea convar. botrytis var. botrytis (Romanesco) · 
B. oleracea convar. botrytis var. cymosa (Broccoli) · 
B. oleracea var. capitata (Sluitkool) · 
B. oleracea convar. capitata var. alba (Wittekool) · 
B. oleracea convar. capitata var. rubra (Rodekool) · 
B. oleracea convar. capitata var. sabauda (Savooiekool) · 
B. oleracea var. costata (Tronchuda-kool) ·  
B. oleracea convar. oleracea var. gemmifera (Spruitkool) · 
B. oleracea var. oleracea (Wilde kool) · 
B. oleracea var. palmifolia (Palmkool) ·
B. oleracea var. viridis (Galicische kool) ·  

B. rapa (Raapzaad, Knolraap) · 
B. rapa var. chinensis (Paksoi) · 
B. rapa var. pekinensis (Chinese kool) · 
B. rapa var. rapa (Stoppelknol) · 
...